# ابن هشام اللخمي
ٱبو عبد الله محمد بن أحمد بن هشام بن إبراهيم بن خلف اللخمي  الإشبيلي  (؟ - 570هـ). ولد في سبتة بالمغرب وأقام بها طويلا يدرس العلوم. هو نحويٌّ وشاعر من المغرب الإسلامي، يعدُّه المؤرِّخون ضمن رجال المدرسة النحوية في المغرب الإسلامي والأندلس.

## حياته
ولِدَ أبو عبد الله اللخمي في مدينة سبتة، على الشاطئ الشمالي للمغرب بمحاذاة مضيق جبل طارق، لم تشر المصادر التي ترجمت لابن هشام تاريخ ولادته ونشأته الأولى. نبغ في علوم اللغة، خاصَّةً علم النَّحو، وألَّف فيه عدد من الكتب. بحثَ اللخمي في تحريف العامة للغة العربية، كان لغويا وأديبا مؤرخا ذاكرا أخبار الناس قديما وحديثا وكان مهتماً بغريب اللغة. درَّس اللخمي ما كان ينتحله من العلوم بسبتة طويلا. ألَّف أشعاراً، إلا أنَّ شعره قليلٌ على ضعفه. توفِّي أبو عبد الله اللخمي في سنة 570 من التقويم الهجري.

## شيوخه
1. أبي بكر العربي.
2. أبي الخليل.
3. أبو طاهر السلفي وله إجازة منه.[4]

## من تلاميذه
* تتلمذ على يد ابن هشام اللخمي خلق كثير:
1. أبو عمر بن يوسف بن عبد الله الغافقي0
2. وأبو علي بن محمد الجدامي،
3. وأبو الحسن بن ٱحمد الخولاني،
4. ابن العابد بن غاز السبتي،وغيرهم كثير...

## من بين مؤلفاته[4]
1. تقويم اللسان.
2. الفوائد المحصورة في شرح المقصورة وهو شرح لمقصورة ابن دريد
3. شرح أبيات الجمل.
4. الدر المنظوم:في سيرة الرسول محمد صل الله عليه وسلم.
5. شرح الفصيح لثعلب.
6. شرح قصيد الهاشمي في ترحيل النيرين.
7. شرح قصيد الحريري في الظاء.

### مناظراته
ذكر ابن عبد الملك المراكشي،في كتابه الذيل و التكملة،”وكانت بينه وبين الأستاذ أبي بكر بن طاهر الحدب،
مناظرة في مسائل من كتاب سيبويه قياسية ونقلية، ظهر فيها شفوف أبي عبد الله بن هشام على أبي بكر بن طاهر، واستظهر عليه في كل ما خالفه فيه بالنصوص الجلية و الآراء المؤيدة بالحجج الواضحة، فاشتد على ابن طاهر ظهور أبي عبد الله عليه وافحامه إياه،وانصرف عنه واجما مغضبا؛ ولما استفر ابن طاهر بمنزله بعث إليه
ابن هشام بضيافة برا به وقياما بحقه، فردها أبو بكر عليه ولم يقبلها فعد ذلك من جفاء خلق ابن طاهر.“

## وفاته
تضاربت الروايات حول تاريخ وفاة ابن هشام اللخمي، إذ ورد في كتاب البلغة في تراجم أئمة النحو واللغة لمؤلفه مجد الدين بن يعقوب الفيروز ابادي،’توفي سنة سبع وخمسين وخمسئة‘، في حين ذكر عبد الملك المراكشي في كتابه
الذيل و التكملة، وفاة ابن هشام اللخمي -وهوالأقرب إلى الصواب- في سنة سبع و سبعين و خمسمائة بإشبيلية.

### شعره
كان لابن هشام تصرف في حسن النظم، ومنه أبيات ضمنها معاني الخال في كلام العرب على اختلافها وهي: